# The Volga Boatman
The Volga Boatman és una pel·lícula muda romàntica dirigida per Cecil B. DeMille i protagonitzada per William Boyd i Elinor Fair. Basada en la novel·la homònima de Konrad Bercovici, es va estrenar el 13 d’abril de 1926.

## Argument
Vera, una princesa promesa amb un príncep rus Nikita, s'enamora de Feodor, un jove barquer. Esclata la Revolució Russa i el barquer salva la princesa i la porta a una fonda com si fos la seva esposa. Allà tots dos són capturats per l'exèrcit del Tsar, on l'antic amor de la princesa la fa ballar per als soldats borratxos. El barquer dispara a un d'ells, i ell i la princesa reben l'ordre de ser afusellats. Són rescatats a temps pels revolucionaris que obliguen els nobles a assumir els seus llocs com a barquers. Adonant-se que estan enamorats l'un de l'altre, el barquer i la princesa segueixen el seu camí.

## Repartiment
- William Boyd (Feodor)
- Elinor Fair (princesa Vera)
- Robert Edeson (príncep Nikita)
- Victor Varconi (príncep Dimitri)
- Julia Faye (Mariusha, una gitana)
- Theodore Kosloff (Stefan, ferrer)
- Arthur Rankin (Vashi, barquer)
- Ed Brady (barquer)
- Charles Clary (oficial de l’exèrcit roig)
- Gino Corrado (oficial de l’exèrcit blanc)
- Lillian Elliott (dispesera)
- John George (soldat de l’exèrcit roig)

## Producció
Per a la seva segona pel·lícula com a productor, el coreògraf, actor i ballarí Theodore Kosloff, que era associat de DeMille, li va demanar de fer una pel·lícula sobre un tema rus. DeMille va comprar els drets de la novel·la “The Volga Boatman” de Konrad Bercovici per 9.000 dòlars. Es els exteriors es rodaren el novembre de 1925 en la Wood Island del delta del riu Sacramento i constituí el primer paper protagonista de William Boyd. La pel·lícula fou un èxit i obtingué uns ingressos de 1.275.374 dòlars.